# Carbonne
Pour les articles ayant des titres homophones, voir Carbonne (homonymie).
Carbonne (Carbona en occitan) est une commune française située dans le centre du département de la Haute-Garonne, en région Occitanie. Sur le plan historique et culturel, la commune est dans le Volvestre, constitué des vallées de l'Arize et du Volp, proche de la vallée de la Garonne, situé au sud de Toulouse et en partie nord du Couserans.
Exposée à un climat océanique altéré, elle est drainée par la Garonne, l'Arize, l'Eaudonne et par divers autres petits cours d'eau. La commune possède un patrimoine naturel remarquable : deux sites Natura 2000 (la « vallée de la Garonne de Boussens à Carbonne » et « Garonne, Ariège, Hers, Salat, Pique et Neste »), un espace protégé (« la Garonne, l'Ariège, l'Hers Vif et le Salat ») et quatre zones naturelles d'intérêt écologique, faunistique et floristique.
Carbonne est une commune rurale qui compte 5 650 habitants en 2022, après avoir connu une forte hausse de la population depuis 1975. Elle appartient à l'unité urbaine de Carbonne et fait partie de l'aire d'attraction de Toulouse. Ses habitants sont appelés les Carbonnais ou  Carbonnaises.
Le saint patron de la ville est saint Laurent.
Le patrimoine architectural de la commune comprend deux  immeubles protégés au titre des monuments historiques : l'église Saint-Laurent, inscrite en 1965, et le colombier du Grilhon, inscrit en 2009.

## Géographie

### Localisation
Elle se situe à 39 km à vol d'oiseau de Toulouse, préfecture du département, à 20 km de Muret, sous-préfecture, et à 22 km d'Auterive, bureau centralisateur du canton d'Auterive dont dépend la commune depuis 2015 pour les élections départementales.
La commune est par ailleurs ville-centre du bassin de vie de Carbonne.
Les communes les plus proches sont : 
Marquefave (3,1 km), Salles-sur-Garonne (4,2 km), Peyssies (4,3 km), Lacaugne (4,4 km), Lafitte-Vigordane (4,6 km), Rieux-Volvestre (4,8 km), Capens (5,5 km), Mailholas (6,1 km).
Carbonne est limitrophe de neuf autres communes.
| Peyssies           | Longages        | Capens            |
| Lafitte-Vigordane  | Carbonne        | Marquefave        |
| Salles-sur-Garonne | Rieux-Volvestre | Lacaugne, Latrape |

### Géologie et relief
La commune de Carbonne est établie sur la première terrasse de la Garonne dans sa partie rive gauche et sa rive droite est surplombée par un talus abrupt qui entaille profondément la molasse de l’ère tertiaire.
La superficie de la commune est de 2 659 hectares ; son altitude varie de 183  à   332 mètres.

### Hydrographie
La commune est située sur la Garonne, à sa confluence avec l'Arize elle est aussi arrosée par deux autres petits affluents de la Garonne, l'Eaudonne qui conflue avec la Garonne à Marquefave en rive droite et la Dourdouille venant de Lavelanet-de-Comminges et finissant dans la Garonne à Marquefave en rive gauche.
Sur la commune se trouve aussi le barrage de Mancies, premier barrage sur la Garonne en amont de Toulouse, dont le volume de retenue est de huit millions de m³.

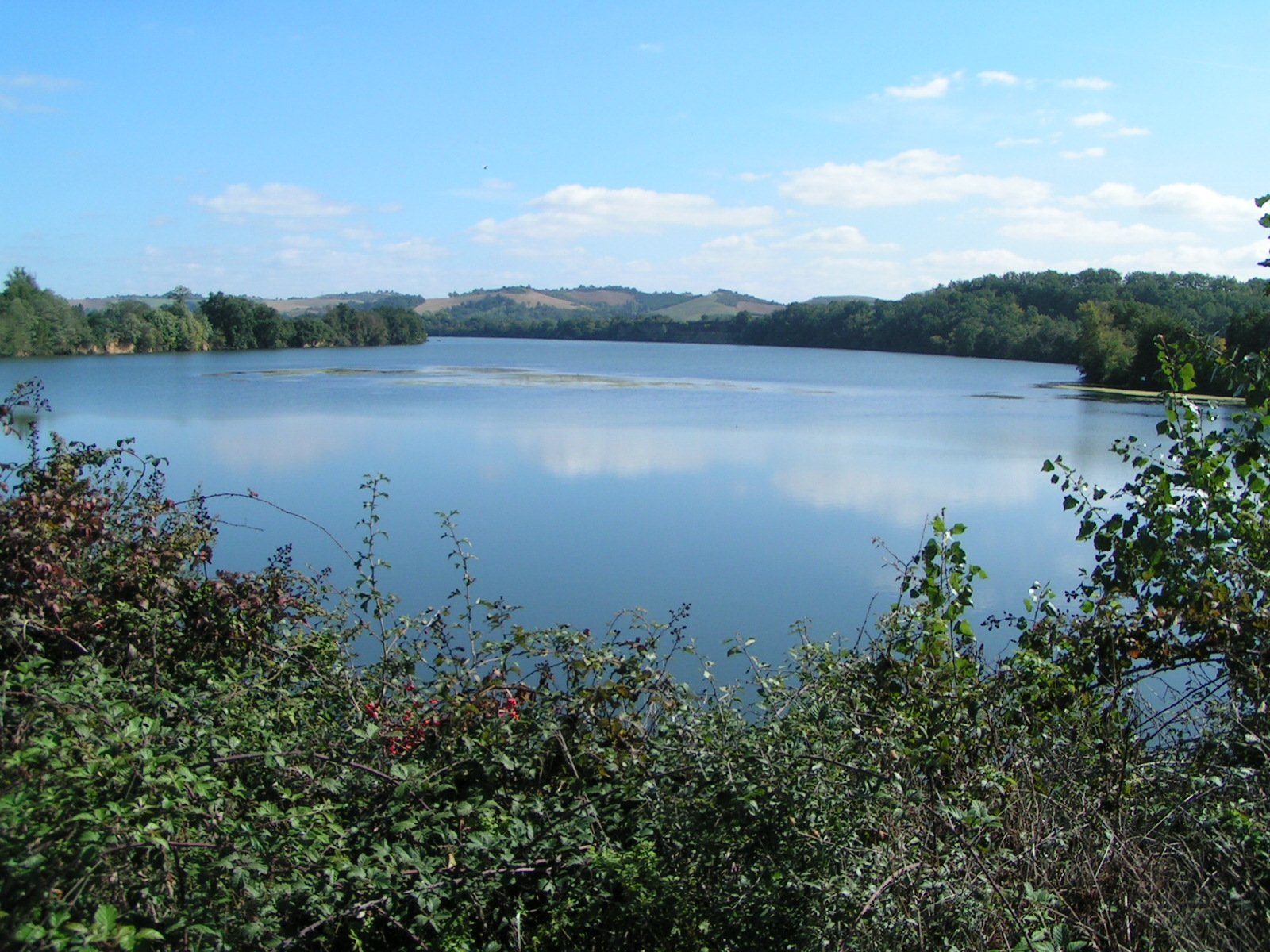
Une partie de la retenue du barrage de Mancies.
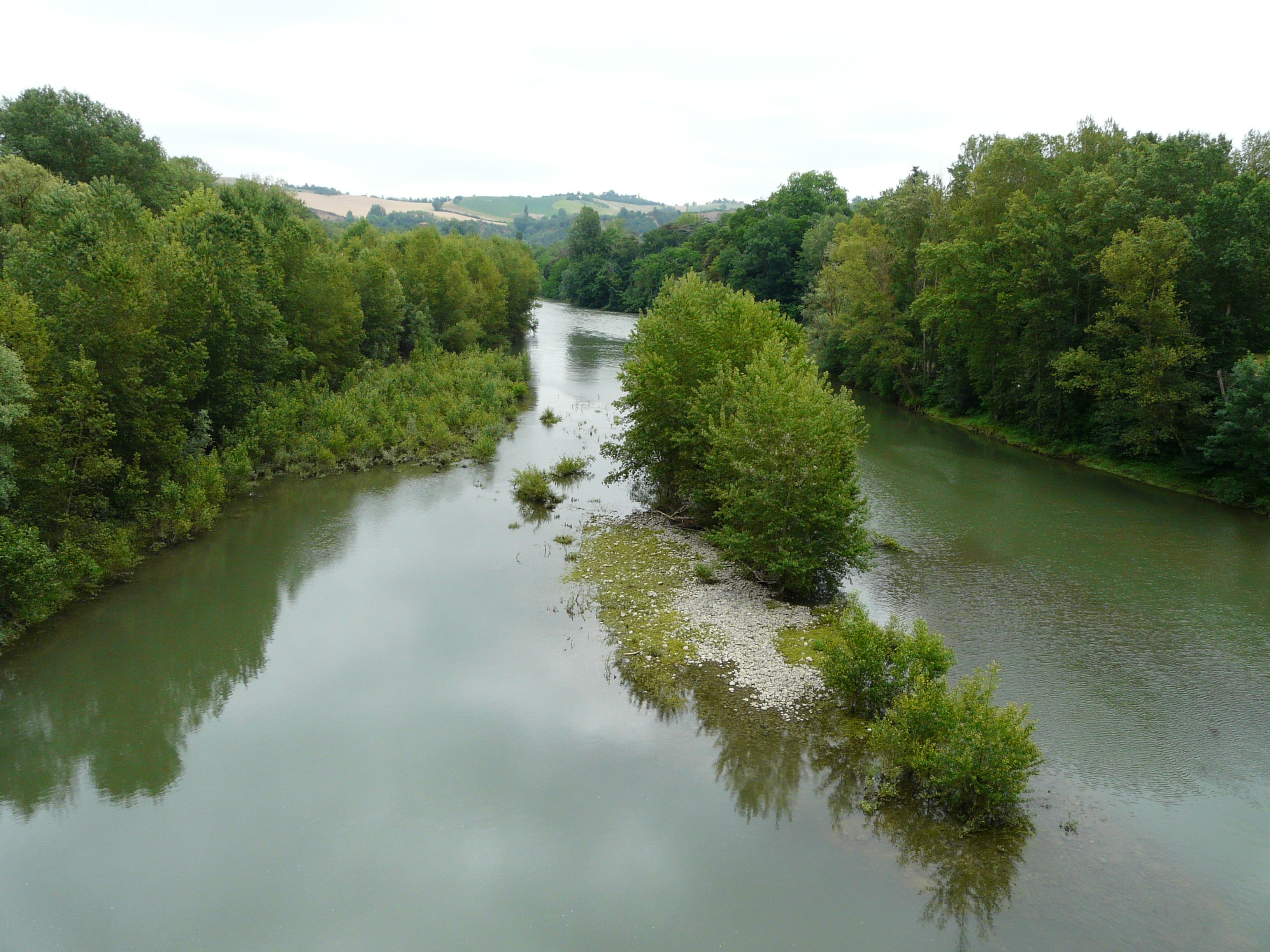
La Garonne à Carbonne en 2011.
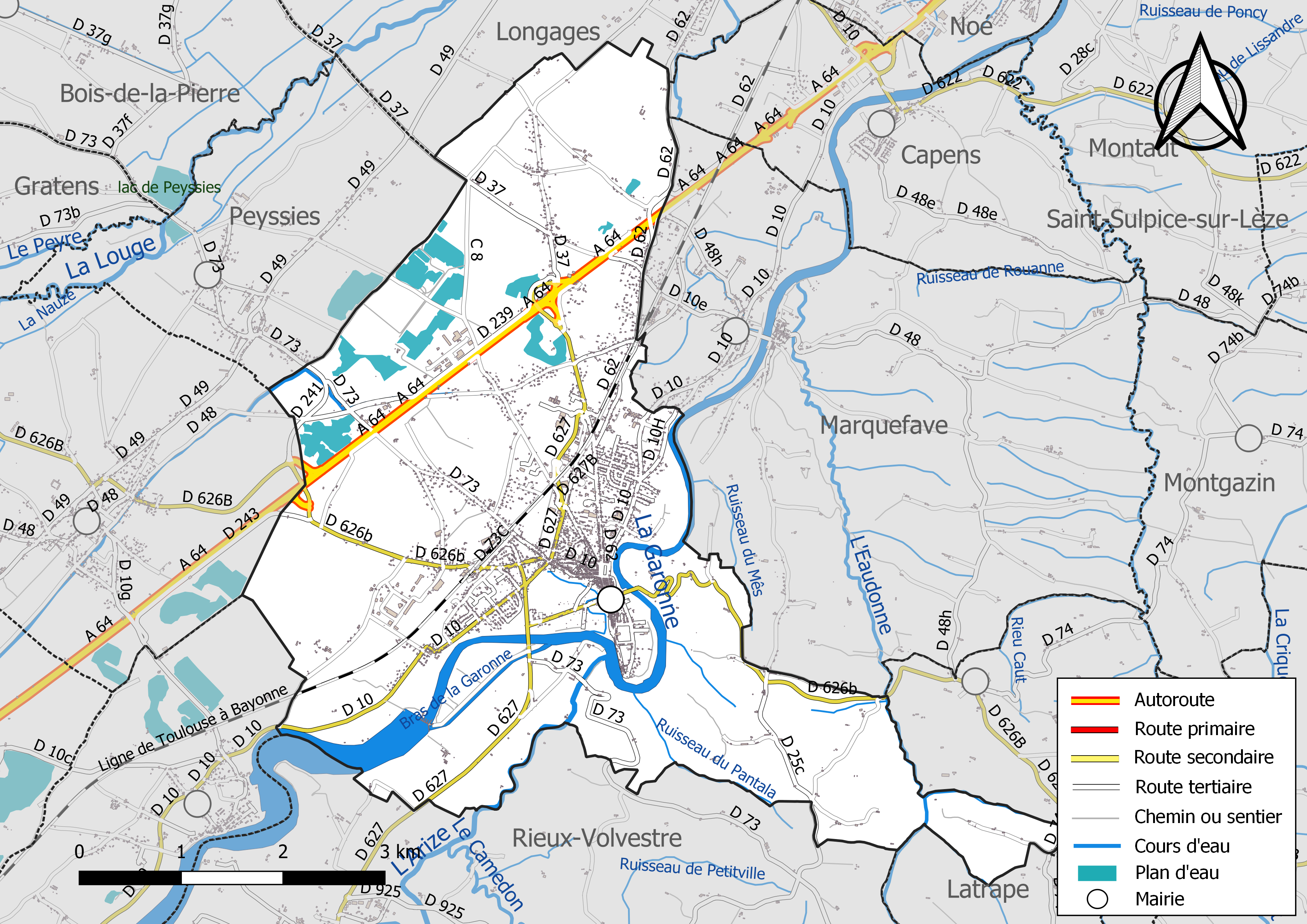
Réseaux hydrographique et routier de Carbonne.

### Climat
Pour des articles plus généraux, voir Climat de l'Occitanie et Climat de la Haute-Garonne.
En 2010, le climat de la commune est de type climat du Bassin du Sud-Ouest, selon une étude s'appuyant sur une série de données couvrant la période 1971-2000. En 2020, Météo-France publie une typologie des climats de la France métropolitaine dans laquelle la commune est exposée à un climat océanique altéré et est dans la région climatique Aquitaine, Gascogne, caractérisée par une pluviométrie abondante au printemps, modérée en automne, un faible ensoleillement au printemps, un été chaud (19,5 °C), des vents faibles, des brouillards fréquents en automne et en hiver et des orages fréquents en été (15 à 20 jours).
Pour la période 1971-2000, la température annuelle moyenne est de 13 °C, avec une amplitude thermique annuelle de 15,5 °C. Le cumul annuel moyen de précipitations est de 792 mm, avec 9,6 jours de précipitations en janvier et 5,7 jours en juillet. Pour la période 1991-2020, la température moyenne annuelle observée sur la station météorologique la plus proche, située sur la commune de Lherm à 15 km à vol d'oiseau, est de 13,6 °C et le cumul annuel moyen de précipitations est de 620,4 mm,. Pour l'avenir, les paramètres climatiques de la commune estimés pour 2050 selon différents scénarios d'émission de gaz à effet de serre sont consultables sur un site dédié publié par Météo-France en novembre 2022.

### Milieux naturels et biodiversité

#### Espaces protégés
La protection réglementaire est le mode d’intervention le plus fort pour préserver des espaces naturels remarquables et leur biodiversité associée,.
Un  espace protégé est présent sur la commune : 
« la Garonne, l'Ariège, l'Hers Vif et le Salat », objet d'un arrêté de protection de biotope, d'une superficie de 1 658,7 ha.

#### Réseau Natura 2000

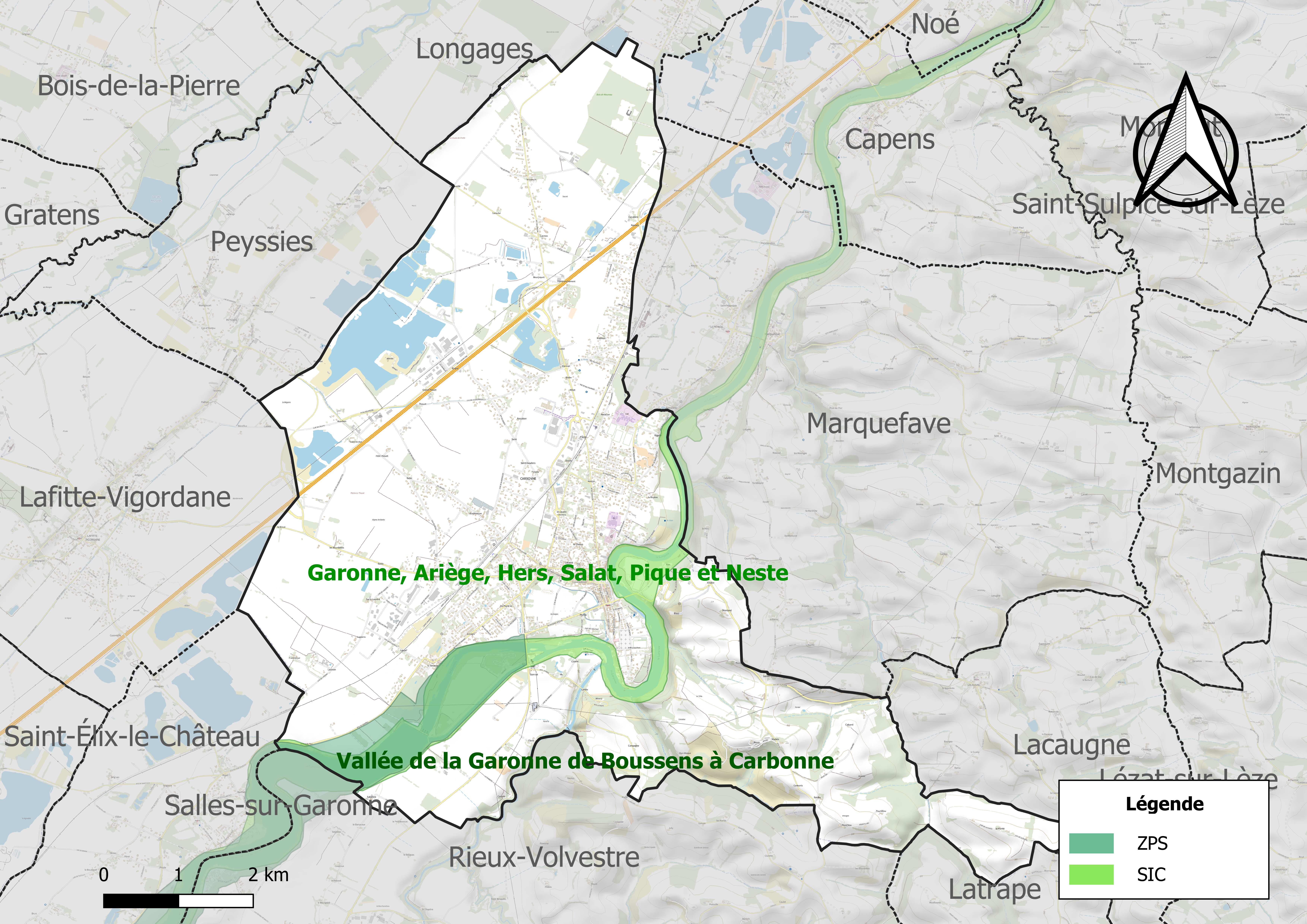
Site Natura 2000 sur le territoire communal.

Le réseau Natura 2000 est un réseau écologique européen de sites naturels d'intérêt écologique élaboré à partir des directives habitats et oiseaux, constitué de zones spéciales de conservation (ZSC) et de zones de protection spéciale (ZPS).
Un site Natura 2000 a été défini sur la commune au titre de la directive habitats. : 
- « Garonne, Ariège, Hers, Salat, Pique et Neste », d'une superficie de 9 581 ha, un réseau hydrographique pour les poissons migrateurs (zones de frayères actives et potentielles importantes pour le Saumon en particulier qui fait l'objet d'alevinages réguliers et dont des adultes atteignent déjà Foix sur l'Ariège[19]

et un au titre de la directive oiseaux : 
- la « vallée de la Garonne de Boussens à Carbonne », d'une superficie de 1 893 ha, hébergeant une avifaune bien représentée en diversité, mais en effectifs limités (en particulier, baisse des populations de plusieurs espèces de hérons). Trois espèces de hérons y nichent : Garde-bœufs, Bihoreau gris et Aigrette garzette[20].

#### Zones naturelles d'intérêt écologique, faunistique et floristique

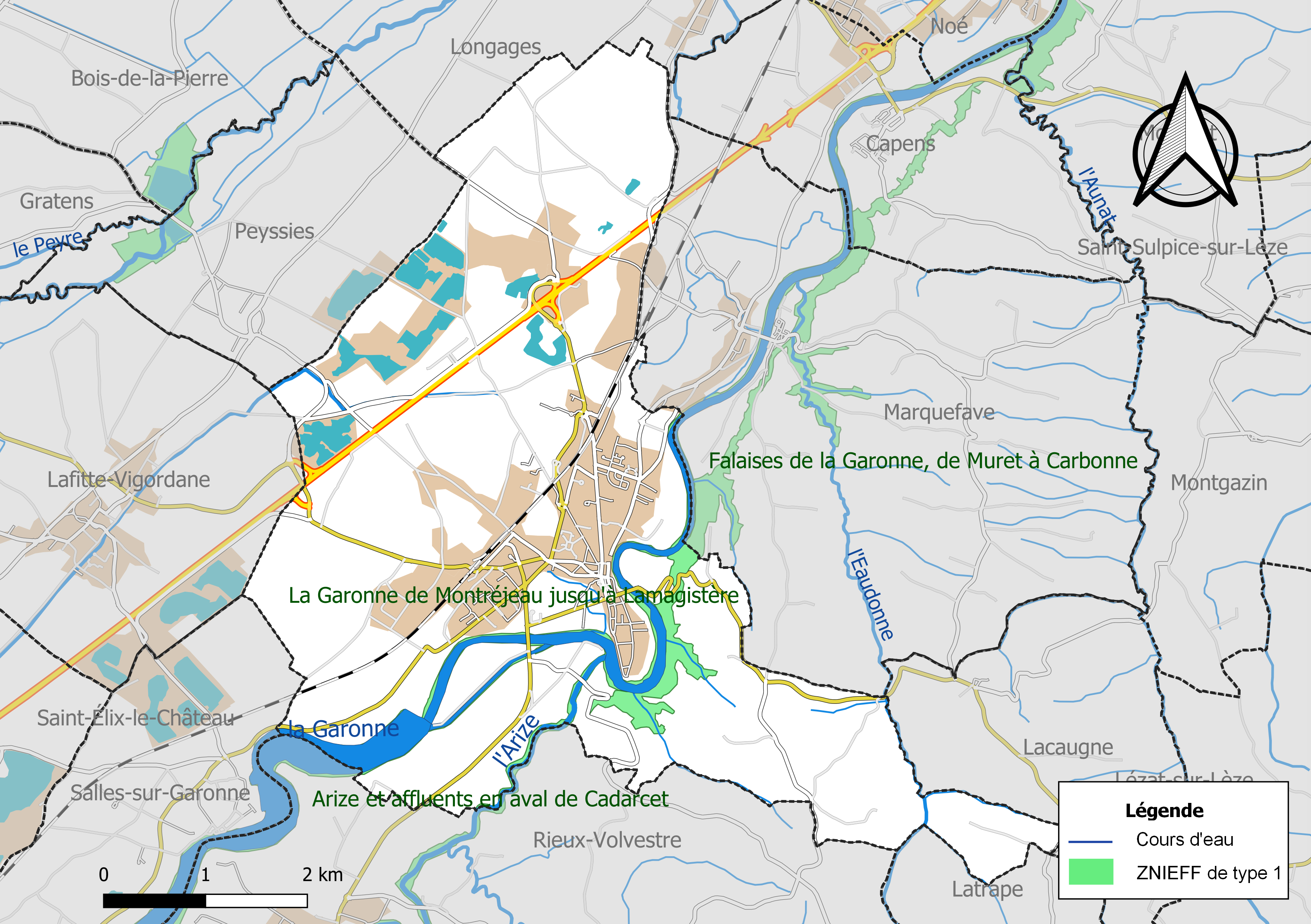
Carte des ZNIEFF de type 1 localisées sur la commune.

L’inventaire des zones naturelles d'intérêt écologique, faunistique et floristique (ZNIEFF) a pour objectif de réaliser une couverture des zones les plus intéressantes sur le plan écologique, essentiellement dans la perspective d’améliorer la connaissance du patrimoine naturel national et de fournir aux différents décideurs un outil d’aide à la prise en compte de l’environnement dans l’aménagement du territoire.
Trois ZNIEFF de type 1 sont recensées sur la commune :
- l'« Arize et affluents en aval de Cadarcet » (380 ha), couvrant 21 communes dont 18 dans l'Ariège et trois dans la Haute-Garonne[22] ;
- les « falaises de la Garonne, de Muret à Carbonne » (525 ha), couvrant 8 communes du département[23],
- « la Garonne de Montréjeau jusqu'à Lamagistère » (5 075 ha), couvrant 92 communes dont 63 dans la Haute-Garonne, trois en Lot-et-Garonne et 26 en Tarn-et-Garonne[24] ;

et une ZNIEFF de type 2, : 
« la Garonne et milieux riverains, en aval de Montréjeau » (6 874 ha), couvrant 93 communes dont 64 dans la Haute-Garonne, trois en Lot-et-Garonne et 26 en Tarn-et-Garonne.

## Urbanisme

### Typologie
Au 1er janvier 2024, Carbonne est catégorisée bourg rural, selon la nouvelle grille communale de densité à sept niveaux définie par l'Insee en 2022.
Elle appartient à l'unité urbaine de Carbonne, une agglomération intra-départementale regroupant deux  communes, dont elle est ville-centre,,. Par ailleurs la commune fait partie de l'aire d'attraction de Toulouse, dont elle est une commune de la couronne,. Cette aire, qui regroupe 527 communes, est catégorisée dans les aires de 700 000 habitants ou plus (hors Paris),.

### Occupation des sols

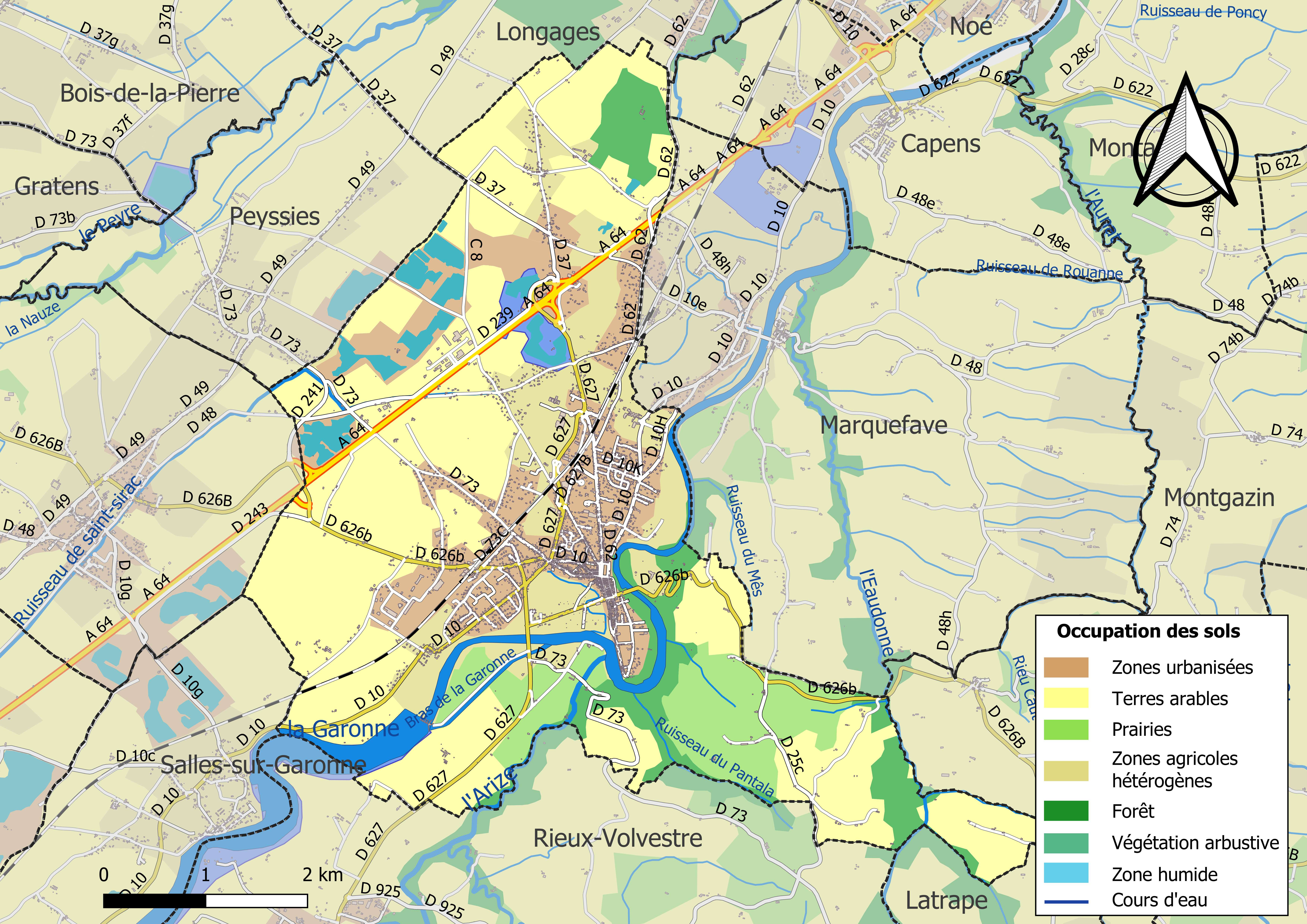
Carte des infrastructures et de l'occupation des sols de la commune en 2018 (CLC).

L'occupation des sols de la commune, telle qu'elle ressort de la base de données européenne d’occupation biophysique des sols Corine Land Cover (CLC), est marquée par l'importance des territoires agricoles (64,2 % en 2018), en diminution par rapport à 1990 (79,1 %). La répartition détaillée en 2018 est la suivante : 
terres arables (43,6 %), zones urbanisées (14,3 %), zones agricoles hétérogènes (11,6 %), prairies (9 %), forêts (8 %), eaux continentales (7,1 %), zones industrielles ou commerciales et réseaux de communication (4,8 %), mines, décharges et chantiers (1,6 %). L'évolution de l’occupation des sols de la commune et de ses infrastructures peut être observée sur les différentes représentations cartographiques du territoire : la carte de Cassini (XVIIIe siècle), la carte d'état-major (1820-1866) et les cartes ou photos aériennes de l'IGN pour la période actuelle (1950 à aujourd'hui).

### Lieux-dits ou hameaux
La Terrasse, le Lançon.

### Morphologie urbaine
L'essentiel des constructions est situé entre la Garonne et l'autoroute A64. Un plan local d'urbanisme (PLU), a été publié fin 2015 pour fixer les règles de l'utilisation des sols sur la commune.

### Logement
L'urbanisation croissante s'explique par la périurbanisation due à la proximité de Toulouse, Carbonne faisant partie de son aire urbaine.

### Voies de communication et transports

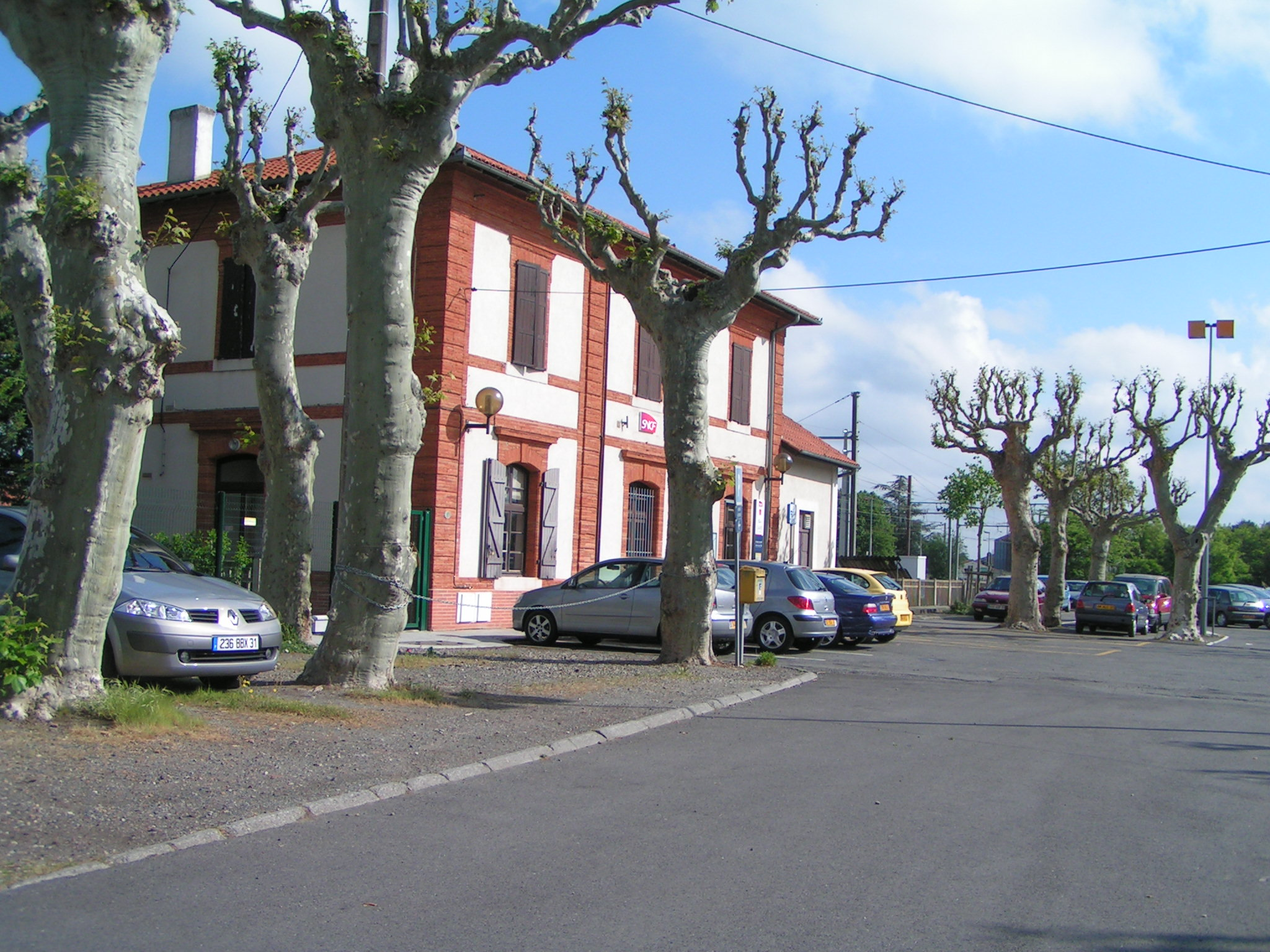
La gare de Carbonne en 2008.

La ligne 359 du réseau Arc-en-Ciel relie la commune à la gare routière de Toulouse depuis Montesquieu-Volvestre, la ligne 380 relie la commune à la gare routière de Toulouse également depuis Cazères, la ligne 322 part de la gare de Carbonne vers Montesquieu-Volvestre et la ligne 323 part également de la gare de Carbonne vers Le Fousseret.
La gare de Carbonne, située sur le territoire de la commune, est desservie par des trains de la ligne Toulouse-Matabiau - Tarbes - Pau des TER Occitanie.
Le Tacot du Volvestre ancienne ligne de Carbonne au Mas-d'Azil.
- Par la route : route nationale 117 ou A64 (sorties nos 26 et 27) et les anciennes routes nationales (RN 627, RN 626 et RN 125). Deux ponts y franchissent la Garonne et un pont y franchit l'Arize (D 73 vers Latrape).
- Par l'avion : l'aéroport de Toulouse-Blagnac est à 47 km de Carbonne.

### Risques majeurs

#### Risques naturels
Carbonne est située sur une zone à risque important d'inondation crue et rupture de barrage.
La commune est également concernée par un risque de mouvement de terrain. Le risque de séisme est de 2/5 (faible).

## Toponymie
Son nom en occitan est « Carbona ».

## Histoire

### Antiquité
Des Romains se seraient installés sur les rives de la Garonne et y auraient produit du charbon de bois (d'où le nom de la ville).

### Moyen Âge
Le plus ancien document mentionnant le nom de Carbonne date de 1145, il décrit la donation de terres faite par le baron de Tersac à l'abbaye de Bonnefont. De ces terres défrichées par les moines, un village se crée à l'intérieur de la presqu'île, dans la boucle du méandre protecteur de la Garonne.
En 1244, les troupes de Simon V de Montfort pillent le village qui ne reprend vie qu'en 1256, lorsqu'est construite la première bastide par Alphonse de Poitiers. De cette époque subsistent encore le clocher pignon et la tour adossée à l'église dédiée à saint Laurent.
En 1356, après les ravages de la guerre de Cent Ans et le passage du Prince noir, il ne reste plus rien de la ville. Les moines de l'abbaye de Bonnefont, délaissant alors l'ancien emplacement, reconstruisent plus au nord une nouvelle bastide protégée par des remparts dans l'espace actuel « esplanade/préau », qui subit à son tour une épidémie de peste, un fléau qui en cette fin du XIVe siècle était aussi terrible qu'une guerre.
À partir du Moyen Âge jusqu'à sa disparition en 1790 pendant la Révolution française, Carbonne faisait partie du diocèse de Rieux. Elle faisait partie aussi de la généralité de Toulouse rattachée au Languedoc.
Ces remparts perdirent leur rôle de défense en 1780 lors de la construction du pont de pierre qui oblige à en démolir les portes.

### Révolution française
Entre 1790 et 1794, Carbonne annexe la commune voisine de La Terrasse.

Le 12 août 1799, une insurrection royaliste et fédéralistes se déroule au château de la Terrasse, voir : 

### Période contemporaine
Jusqu'en 1938, la commune a bénéficié de la gare de départ du Tacot du Volvestre dont la ligne desservait Montesquieu-Volvestre, Daumazan-sur-Arize et trouvait son terminus au Mas-d'Azil.

### Seconde Guerre mondiale
Pour la période 1939-1945 voir : 

## Politique et administration

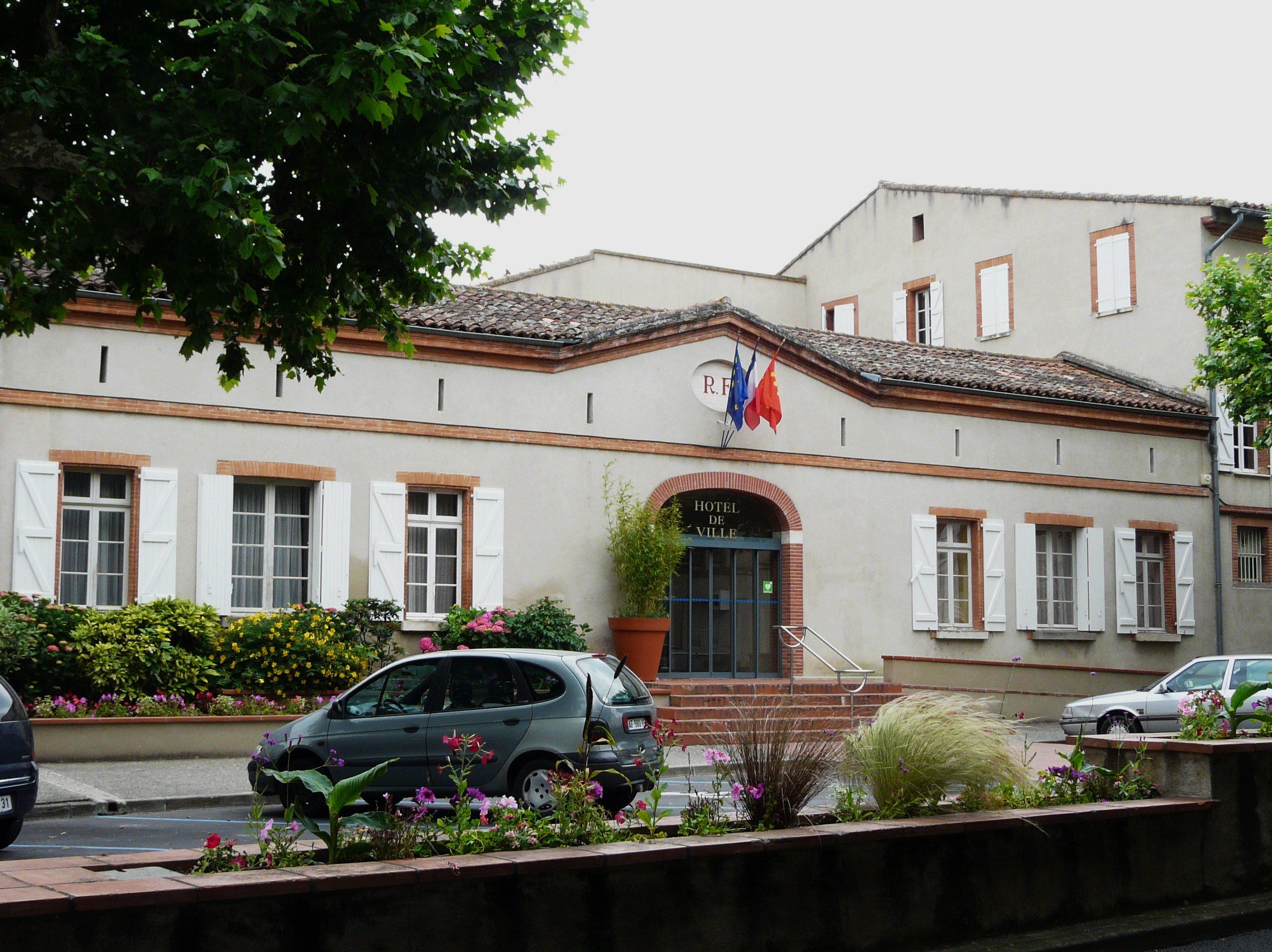
La mairie.

### Administration municipale
Le nombre d'habitants au recensement de 2017 étant compris entre 5 000 habitants et 9 999 habitants au dernier recensement, le nombre de membres du conseil municipal est de vingt neuf,.

### Rattachements administratifs et électoraux
La commune fait partie de la septième circonscription de la Haute-Garonne de la communauté de communes du Volvestre et du canton d'Auterive (avant le redécoupage départemental de 2014, Carbonne était le chef-lieu de l'ex-canton de Carbonne).

### Politique environnementale
Dans son palmarès 2016, le Conseil national de villes et villages fleuris de France a renouvelé son attribution de deux fleurs à la commune au Concours des villes et villages fleuris.

### Instances judiciaires et administratives
Les juridictions compétentes pour la commune de Carbonne sont le tribunal d'instance de Muret, le tribunal de grande instance de Toulouse, la cour d'appel de Toulouse, le tribunal pour enfants de Toulouse, le conseil de prud'hommes de Toulouse, le tribunal de commerce de Toulouse, le tribunal administratif de Toulouse et la cour administrative d'appel de Bordeaux.

### Finances locales
Cette sous-section présente la situation des finances communales de Carbonne.
Pour l'exercice 2013, le compte administratif du budget municipal de Carbonne s'établit à 7 981 000 € en dépenses et 7 743 000 € en recettes :
En 2013, la section de fonctionnement se répartit en 4 653 000 € de charges (877 € par habitant) pour 5 642 000 € de produits (1 063 € par habitant), soit un solde de 988 000 € (186 € par habitant), :
- le principal pôle de dépenses de fonctionnement est celui des charges de personnels[Note 11] pour 2 171 000 € (47 %), soit 409 € par habitant, ratio inférieur de 26 % à la valeur moyenne pour les communes de la même strate (550 € par habitant). Sur la période 2009 - 2013, ce ratio fluctue et présente un minimum de 389 € par habitant en 2009 et un maximum de 409 € par habitant en 2013 ;
- la plus grande part des recettes est constituée des impôts locaux[Note 12] pour une valeur de 2 922 000 € (52 %), soit 551 € par habitant, ratio inférieur de 17 % à la valeur moyenne pour les communes de la même strate (666 € par habitant). Sur la période 2009 - 2013, ce ratio fluctue et présente un minimum de 508 € par habitant en 2012 et un maximum de 551 € par habitant en 2013.

Les taux des taxes ci-dessous sont votés par la municipalité de Carbonne. Ils ont varié de la façon suivante par rapport à 2012 :
- la taxe d'habitation égale 15,22 % ;
- la taxe foncière sur le bâti sans variation 17,18 % ;
- celle sur le non bâti égale 83,37 %.

La section investissement se répartit en emplois et ressources. Pour 2013, les emplois comprennent par ordre d'importance :
- des dépenses d'équipement[Note 14] pour une somme de 2 910 000 € (87 %), soit 549 € par habitant, ratio supérieur de 21 % à la valeur moyenne pour les communes de la même strate (453 € par habitant). Pour la période allant de 2009 à 2013, ce ratio fluctue et présente un minimum de 258 € par habitant en 2010 et un maximum de 549 € par habitant en 2013 ;
- des remboursements d'emprunts[Note 15] pour une somme de 317 000 € (10 %), soit 60 € par habitant, ratio inférieur de 39 % à la valeur moyenne pour les communes de la même strate (99 € par habitant).

Les ressources en investissement de Carbonne se répartissent principalement en :
- subventions reçues pour un montant de 698 000 € (33 %), soit 132 € par habitant, ratio supérieur de 67 % à la valeur moyenne pour les communes de la même strate (79 € par habitant). Sur la période 2009 - 2013, ce ratio fluctue et présente un minimum de 17 € par habitant en 2011 et un maximum de 132 € par habitant en 2013 ;
- fonds de Compensation pour la TVA pour 254 000 € (12 %), soit 48 € par habitant, ratio voisin de la valeur moyenne de la strate.

L'endettement de Carbonne au 31 décembre 2013 peut s'évaluer à partir de trois critères : l'encours de la dette, l'annuité de la dette et sa capacité de désendettement :
- l'encours de la dette pour une valeur de 3 167 000 €, soit 597 € par habitant, ratio inférieur de 47 % à la valeur moyenne pour les communes de la même strate (1 116 € par habitant). Depuis 5 ans, ce ratio fluctue et présente un minimum de 597 € par habitant en 2013 et un maximum de 748 € par habitant en 2012[A2 5] ;
- l'annuité de la dette pour un montant de 447 000 €, soit 84 € par habitant, ratio inférieur de 40 % à la valeur moyenne pour les communes de la même strate (141 € par habitant). Sur la période 2009 - 2013, ce ratio fluctue et présente un minimum de 72 € par habitant en 2011 et un maximum de 84 € par habitant en 2013[A2 5] ;
- la capacité d'autofinancement (CAF) pour une somme de 1 260 000 €, soit 237 € par habitant, ratio voisin de la valeur moyenne de la strate. En partant de 2009 et jusqu'à 2013, ce ratio fluctue et présente un minimum de 155 € par habitant en 2012 et un maximum de 237 € par habitant en 2013[A2 6]. La capacité de désendettement est d'environ 2 années en 2013. Sur une période de 14 années, ce ratio est constant et faible (inférieur à 4 ans)

### Jumelages

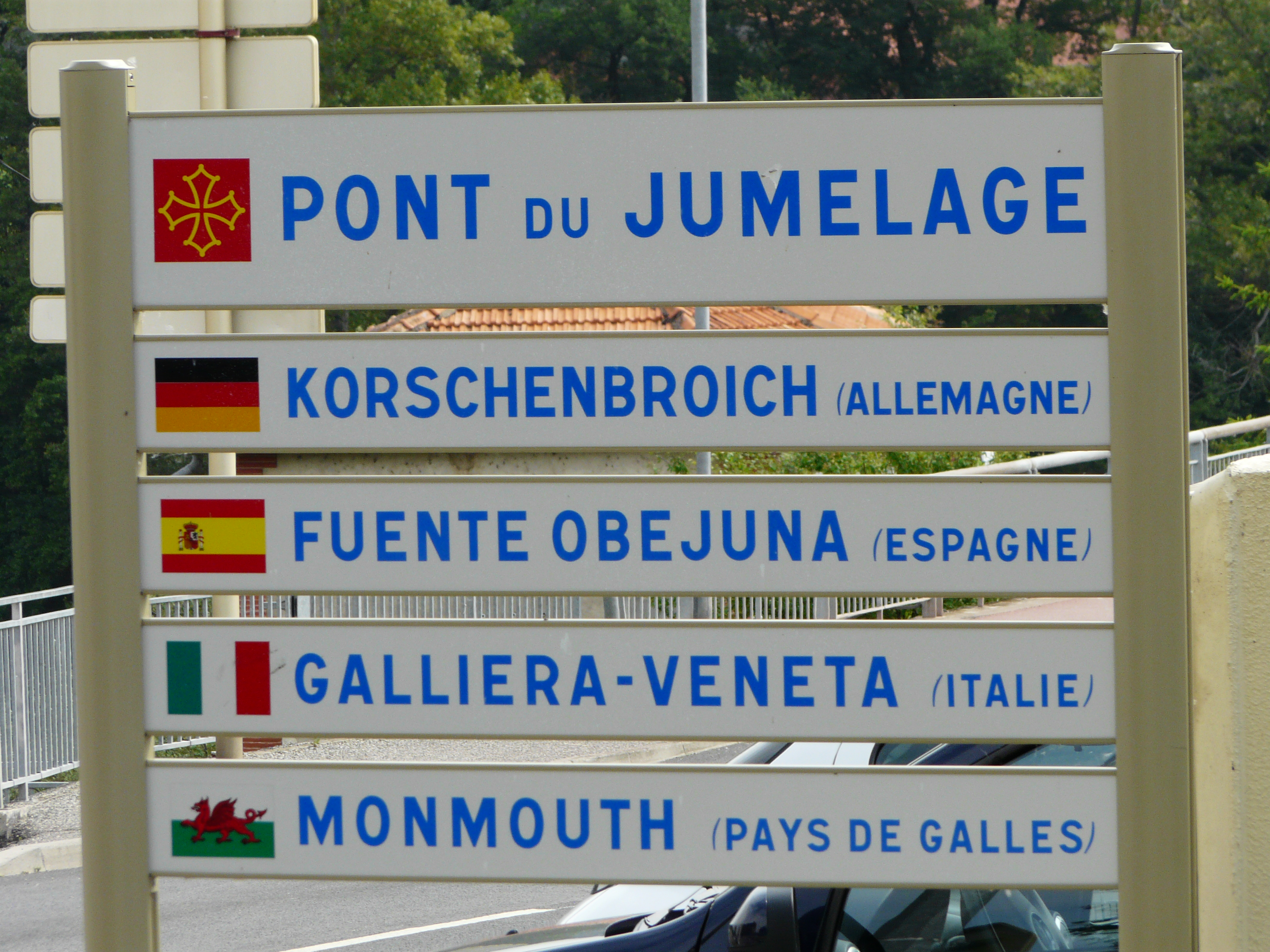
Les jumelages de Carbonne.

| Carbonne Galliera Veneta Monmouth (pays de Galles) Korschenbroich Fuente Obejuna |

- Fuente Obejuna (Espagne)
- Galliera Veneta (Italie)
- Korschenbroich (Allemagne) depuis 1988
- Monmouth (Pays de Galles)

## Démographie
| 1793  | 1800 | 1806  | 1821  | 1831  | 1836  | 1841  | 1846  | 1851  |
| ----- | ---- | ----- | ----- | ----- | ----- | ----- | ----- | ----- |
| 1 643 | 964  | 1 835 | 1 863 | 1 981 | 2 235 | 2 293 | 2 468 | 2 462 |

| 1856  | 1861  | 1866  | 1872  | 1876  | 1881  | 1886  | 1891  | 1896  |
| ----- | ----- | ----- | ----- | ----- | ----- | ----- | ----- | ----- |
| 2 444 | 2 468 | 2 484 | 2 505 | 2 577 | 2 520 | 2 548 | 2 456 | 2 303 |

| 1901  | 1906  | 1911  | 1921  | 1926  | 1931  | 1936  | 1946  | 1954  |
| ----- | ----- | ----- | ----- | ----- | ----- | ----- | ----- | ----- |
| 2 387 | 2 359 | 2 393 | 2 154 | 2 350 | 2 250 | 2 277 | 2 323 | 2 473 |

| 1962  | 1968  | 1975  | 1982  | 1990  | 1999  | 2006  | 2007  | 2012  |
| ----- | ----- | ----- | ----- | ----- | ----- | ----- | ----- | ----- |
| 2 625 | 3 222 | 3 218 | 3 596 | 3 795 | 3 692 | 4 641 | 4 777 | 5 164 |

| 2017  | 2022  | - | - | - | - | - | - | - |
| ----- | ----- | - | - | - | - | - | - | - |
| 5 712 | 5 650 | - | - | - | - | - | - | - |

| selon la population municipale des années : | 1968 | 1975 | 1982 | 1990 | 1999 | 2006 | 2009 | 2013 |
| Rang de la commune dans le département      | 18   | 25   | 24   | 37   | 43   | 40   | 37   | 40   |
| Nombre de communes du département           | 592  | 582  | 586  | 588  | 588  | 588  | 589  | 589  |

## Économie

### Revenus
En 2018  (données Insee publiées en septembre 2021), la commune compte 2 526 ménages fiscaux, regroupant 5 910 personnes. La médiane du revenu disponible par unité de consommation est de 21 560 € (23 140 € dans le département). 45 % des ménages fiscaux sont imposés (55,3 % dans le département).

### Emploi
|                | 2008  | 2013  | 2018   |
| -------------- | ----- | ----- | ------ |
| Commune        | 7,5 % | 8,9 % | 11,2 % |
| Département    | 7,7 % | 9,6 % | 9,3 %  |
| France entière | 8,3 % | 10 %  | 10 %   |

En 2018, la population âgée de 15 à 64 ans s'élève à 3 486 personnes, parmi lesquelles on compte 75,4 % d'actifs (64,2 % ayant un emploi et 11,2 % de chômeurs) et 24,6 % d'inactifs,. En  2018, le taux de chômage communal (au sens du recensement) des 15-64 ans est supérieur à celui du département et de la France, alors qu'en 2008 la situation était inverse.
La commune fait partie de la couronne de l'aire d'attraction de Toulouse, du fait qu'au moins 15 % des actifs travaillent dans le pôle,. Elle compte 2 378 emplois en 2018, contre 2 078 en 2013 et 1 894 en 2008. Le nombre d'actifs ayant un emploi résidant dans la commune est de 2 263, soit un indicateur de concentration d'emploi de 105,1 % et un taux d'activité parmi les 15 ans ou plus de 57,4 %.
Sur ces 2 263 actifs de 15 ans ou plus ayant un emploi, 744 travaillent dans la commune, soit 33 % des habitants. Pour se rendre au travail, 82,7 % des habitants utilisent un véhicule personnel ou de fonction à quatre roues, 6,1 % les transports en commun, 7 % s'y rendent en deux-roues, à vélo ou à pied et 4,1 % n'ont pas besoin de transport (travail au domicile).

### Activités hors agriculture

#### Secteurs d'activités
653 établissements sont implantés  à Carbonne au 31 décembre 2019. Le tableau ci-dessous en détaille le nombre par secteur d'activité et compare les ratios avec ceux du département,.
| Secteur d'activité                                                                                        | Commune | Commune | Département |
| Secteur d'activité                                                                                        | Nombre  | %       | %           |
| --- | ------- | ------- | ----------- |
| Ensemble                                                                                                  | 653     | 100 %   | (100 %)     |
| Industrie manufacturière, industries extractives et autres                                                | 61      | 9,3 %   | (5,7 %)     |
| Construction                                                                                              | 97      | 14,9 %  | (12 %)      |
| Commerce de gros et de détail, transports, hébergement et restauration                                    | 163     | 25 %    | (25,9 %)    |
| Information et communication                                                                              | 14      | 2,1 %   | (4,1 %)     |
| Activités financières et d'assurance                                                                      | 25      | 3,8 %   | (3,8 %)     |
| Activités immobilières                                                                                    | 27      | 4,1 %   | (4,2 %)     |
| Activités spécialisées, scientifiques et techniques et activités de services administratifs et de soutien | 97      | 14,9 %  | (19,8 %)    |
| Administration publique, enseignement, santé humaine et action sociale                                    | 106     | 16,2 %  | (16,6 %)    |
| Autres activités de services                                                                              | 63      | 9,6 %   | (7,9 %)     |

Le secteur du commerce de gros et de détail, des transports, de l'hébergement et de la restauration est prépondérant sur la commune puisqu'il représente 25 % du nombre total d'établissements de la commune (163 sur les 653 entreprises implantées  à Carbonne), contre 25,9 % au niveau départemental.

#### Entreprises et commerces
Les cinq entreprises ayant leur siège social sur le territoire communal qui génèrent le plus de chiffre d'affaires en 2020 sont : 
- Agronutrition, fabrication de produits azotés et d'engrais (47 941 k€)
- Carbonne Distribution, hypermarchés (21 189 k€)
- Cazorro Materiaux, commerce de gros (commerce interentreprises) de bois et de matériaux de construction (10 067 k€)
- CDS, travaux d'étanchéification (7 401 k€)
- PB Trading International, autres intermédiaires du commerce en denrées, boissons et tabac (7 026 k€)

L'agriculture basée sur la culture de céréales (maïs, blé…) a encore une place importante mais tend à diminuer en faveur de zones résidentielles liées à la proximité de l'agglomération toulousaine puisque Carbonne se trouve dans son aire urbaine. L'artisanat ainsi que le commerce y sont bien représentés.
En 2020 elle est retenue pour faire partie des Petites villes de demain, un programme en vue de soutenir plus de 1 580 communes et intercommunalités sur une période de six ans de 2020 à 2026.

### Agriculture
La commune est dans « les Vallées », une petite région agricole consacrée à la polyculture sur les plaines et terrasses alluviales qui s’étendent de part et d’autre des sillons marqués par la Garonne et l’Ariège. En 2020, l'orientation technico-économique de l'agriculture  sur la commune est la culture de céréales et/ou d'oléoprotéagineuses.
|               | 1988  | 2000  | 2010  | 2020  |
| ------------- | ----- | ----- | ----- | ----- |
| Exploitations | 59    | 28    | 24    | 21    |
| SAU (ha)      | 1 556 | 1 713 | 1 508 | 1 409 |

Le nombre d'exploitations agricoles en activité et ayant leur siège dans la commune est passé de 59 lors du recensement agricole de 1988  à 28 en 2000 puis à 24 en 2010 et enfin à 21 en 2020, soit une baisse de 64 % en 32 ans. Le même mouvement est observé à l'échelle du département qui a perdu pendant cette période 57 % de ses exploitations,. La surface agricole utilisée sur la commune a également diminué, passant de 1 556 ha en 1988 à 1 409 ha en 2020. Parallèlement la surface agricole utilisée moyenne par exploitation a augmenté, passant de 26 à 67 ha.

### Industrie
Carbonne se trouve dans la zone d'emploi et le bassin de vie de Toulouse.
- Centrale hydroélectrique et un barrage EDF (barrage de Mancies) sur la Garonne.
- Une grande partie de son territoire est occupée par des gravières (dont Vicat) qui alimentent les chantiers de Toulouse.
- Usines à béton pour la production de blocs de béton, de parpaings, de buses, béton armé préfabriqué…
- Trois zones industrielles (de Naudon, Saint Michel et d'Activestre zone d'activité régionale[49] où les filières aluminium et agro-alimentaire sont implantées), liste des entreprises de Carbonne[50].
- Minoterie moulin de Ferrery sur l'Arize toujours en activité en 2020[51].

## Culture locale et patrimoine

### Lieux et monuments
- Église Saint-Laurent dédiée à saint Laurent. L'église fondée au XIVe siècle est au cœur de la première bastide, elle est inscrite au titre des monuments historiques depuis 1965[52]. Chœur de style baroque, retable en bois doré[53], orgue Daublaine Callinet de 1843[54].
- Le presbytère de Carbonne de 1904 construit par l' architecte Jacques Lacassin.
- Chapelle Saint-François d'Assise de la Terrasse en cours de restauration et de réhabilitation pour le développement d’activités culturelles et touristiques[55],[56].
- Chapelle Saint-Jacques de Carbonne[57].
- Les colombiers, dont le colombier du Grilhon, fin XVIe , début XVIIe siècle, qui est inscrit au titre des monuments historiques depuis 2009[58].
- Musée André-Abbal et son jardin d'agrément[59].
- Maison Jallier qui abrite les services de la communauté de communes du Volvestre. Ancien refuge pour les pauvres au XVIIe siècle, hôpital militaire puis hospice au XIXe siècle.
- Barrage de Mancies et son plan d'eau d'un volume de retenue de huit millions de m³.
- Deux halles aux marchands dont une de 1882 construite par l'architecte toulousain Pierre Esquié, prix de Rome.
- Château de la Terrasse (ruine).
- Pont de pierre (RD 627) et pont du Jumelage (RD 626) franchissent la Garonne, ainsi que le pont de Ferrery qui franchit l'Arize.
- Moulin de Ferrery[60], moulin à eau sur l'Arize construit en 1827 sur ordonnance de Charles X.

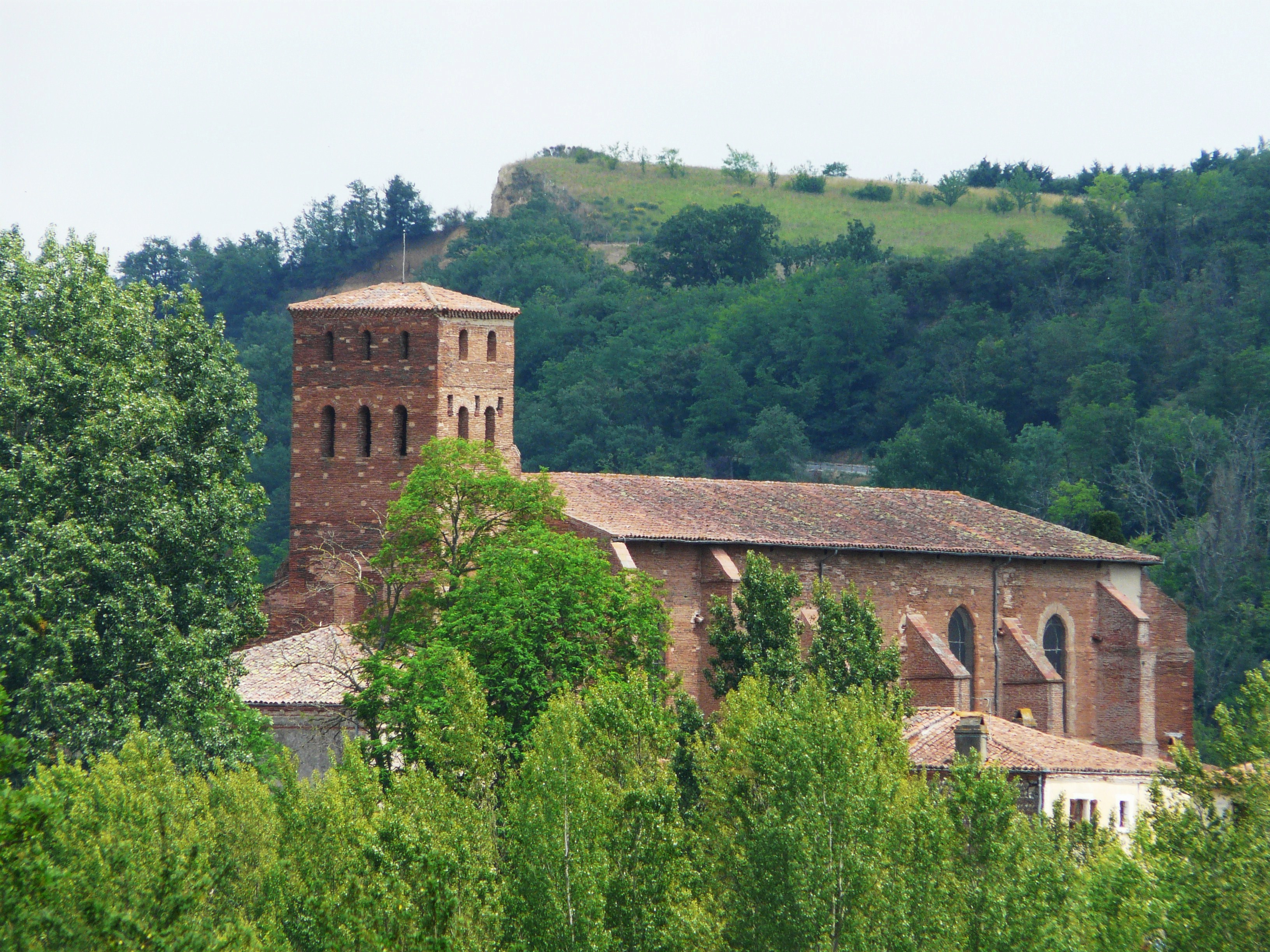
L'église Saint-Laurent.
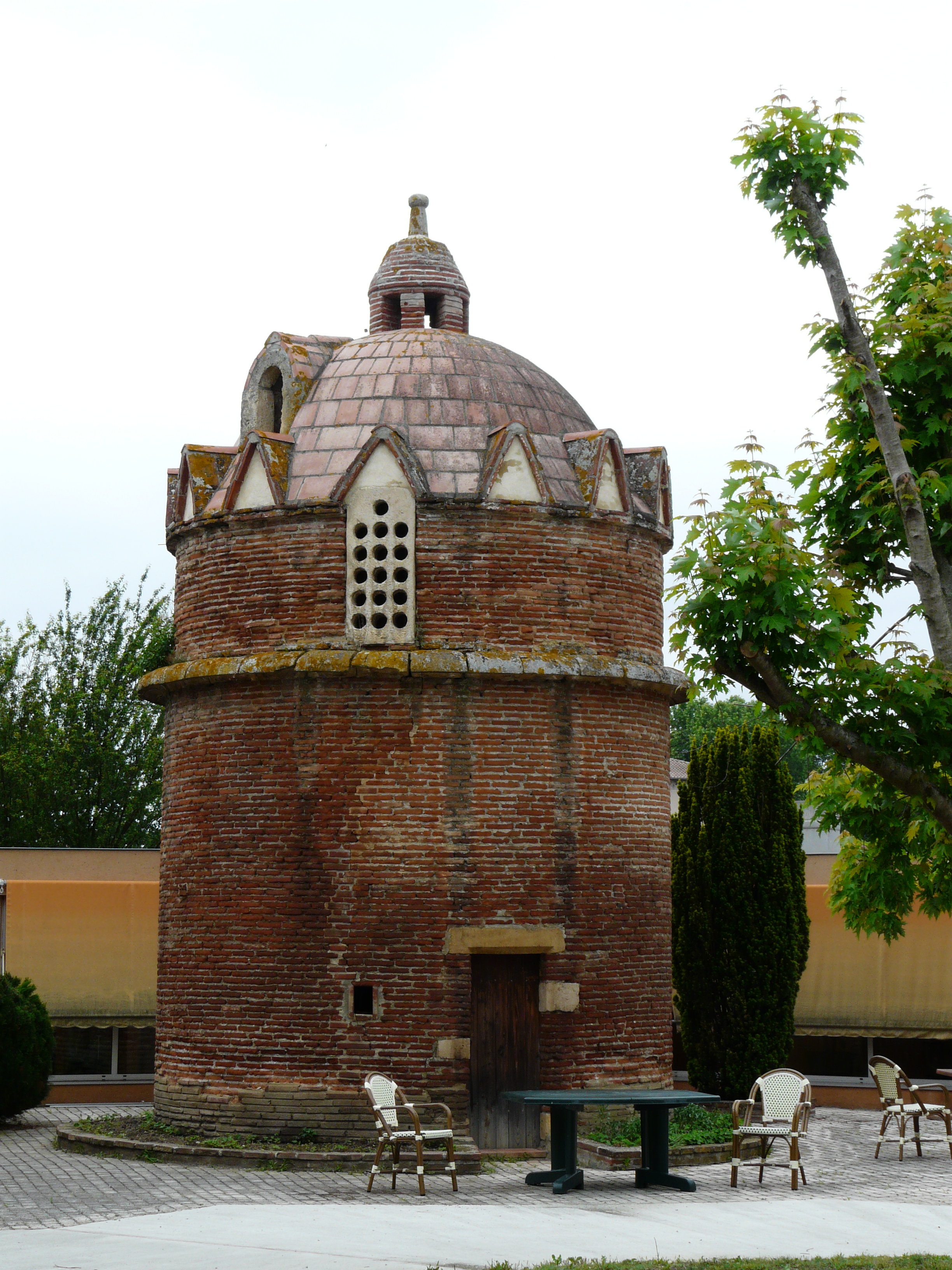
Le colombier du Grilhon.
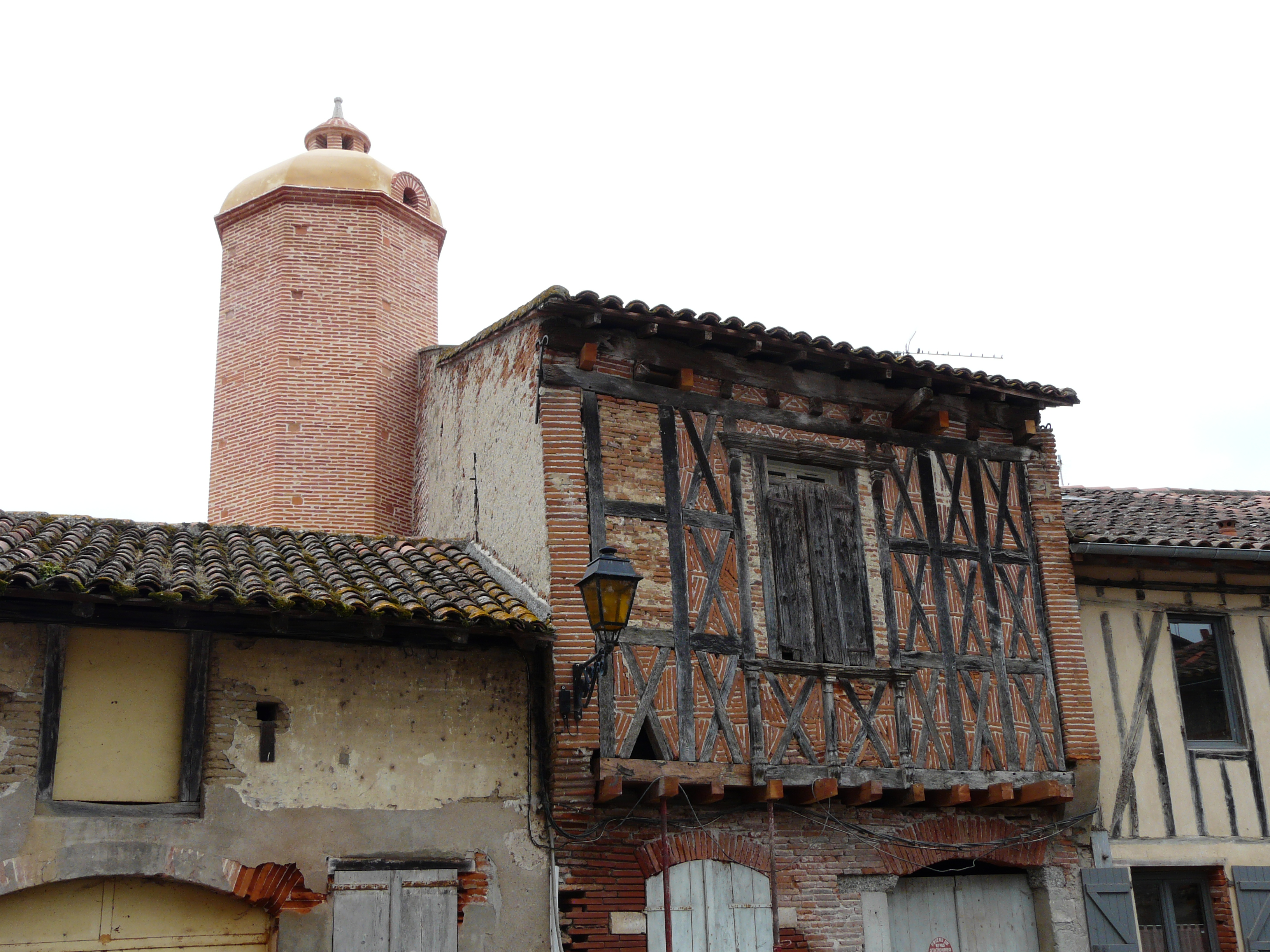
Maison à colombages et tour du Gouverneur.
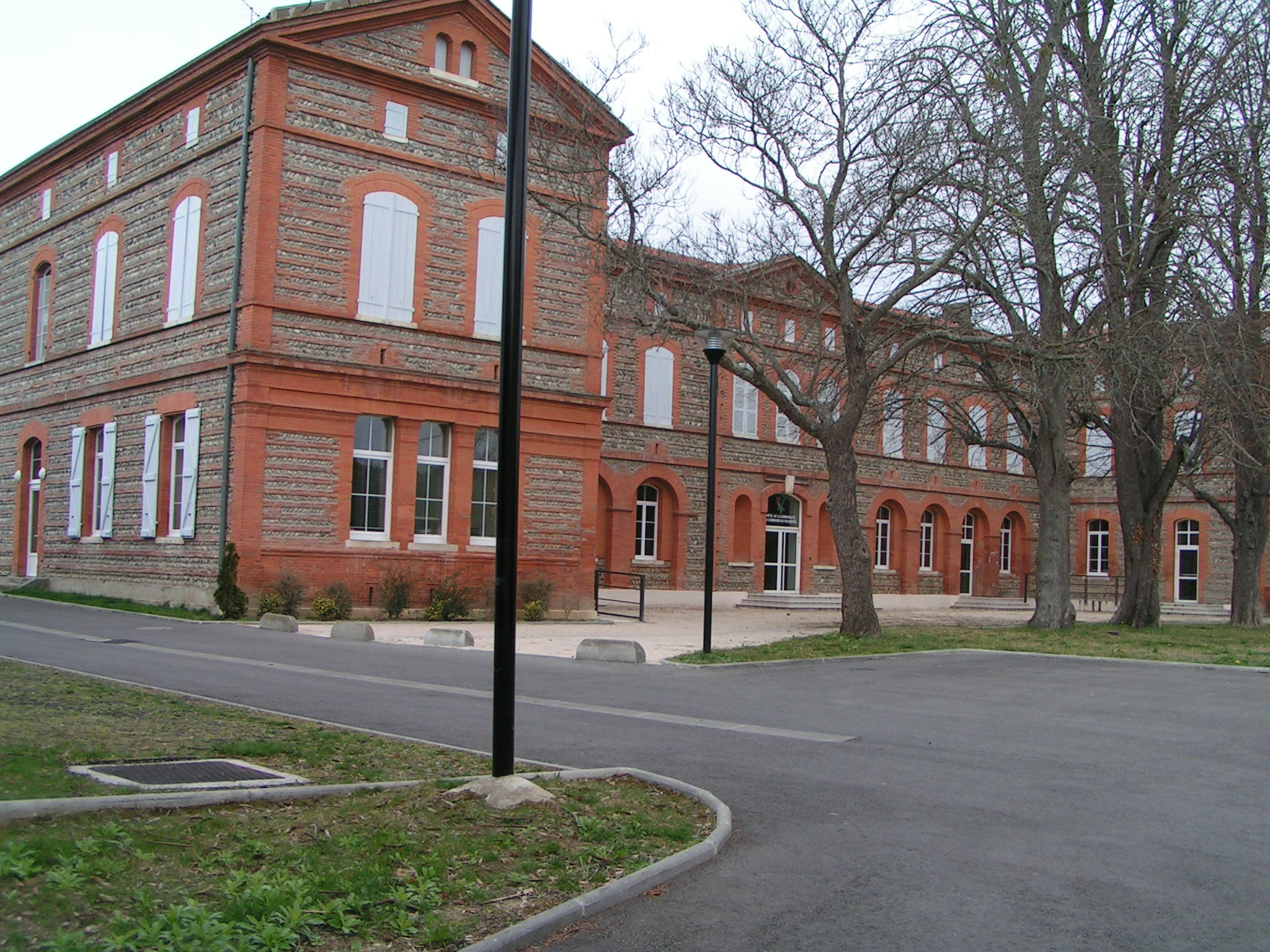
La maison Jallier.
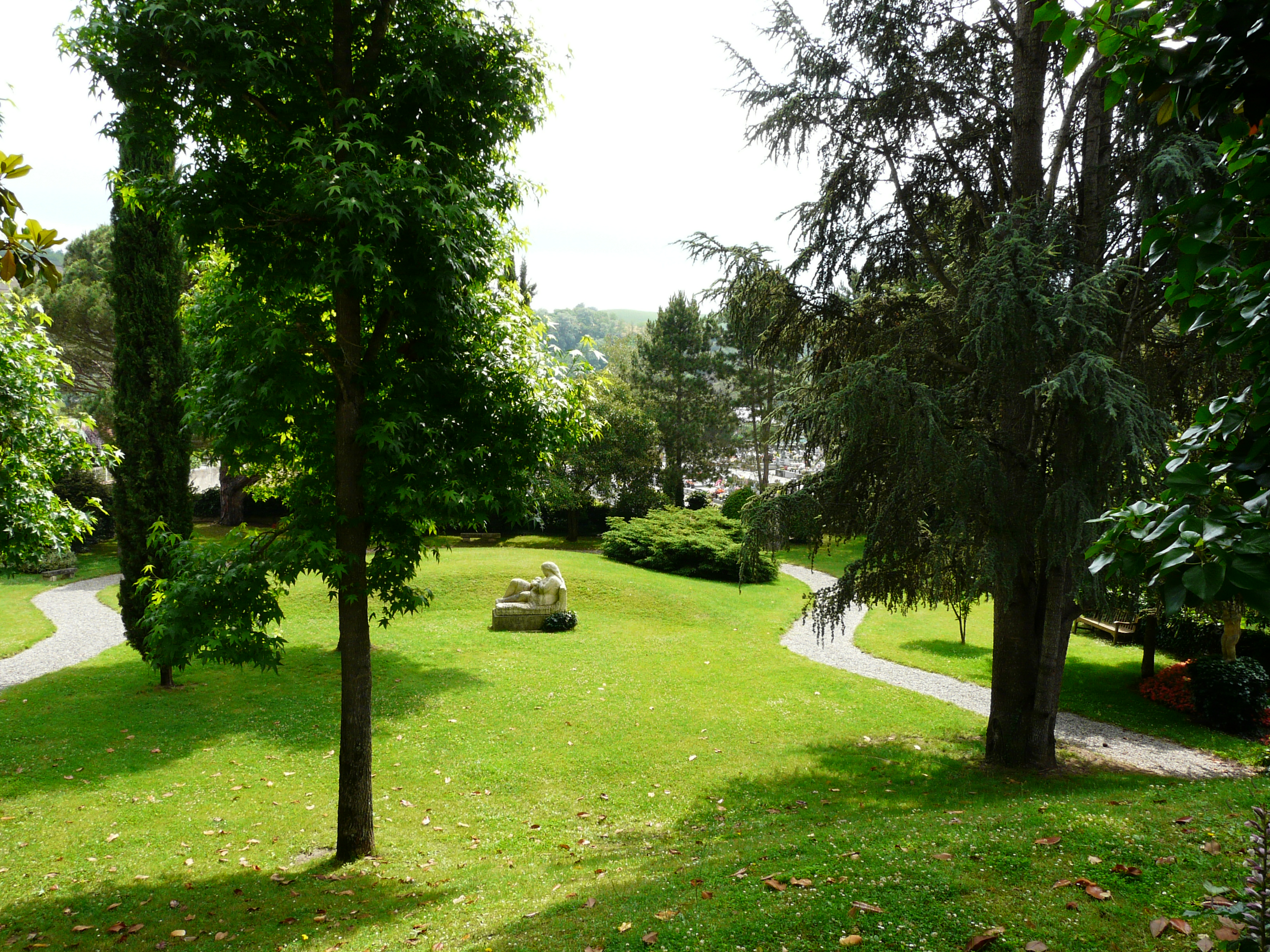
Le jardin du musée André-Abbal.
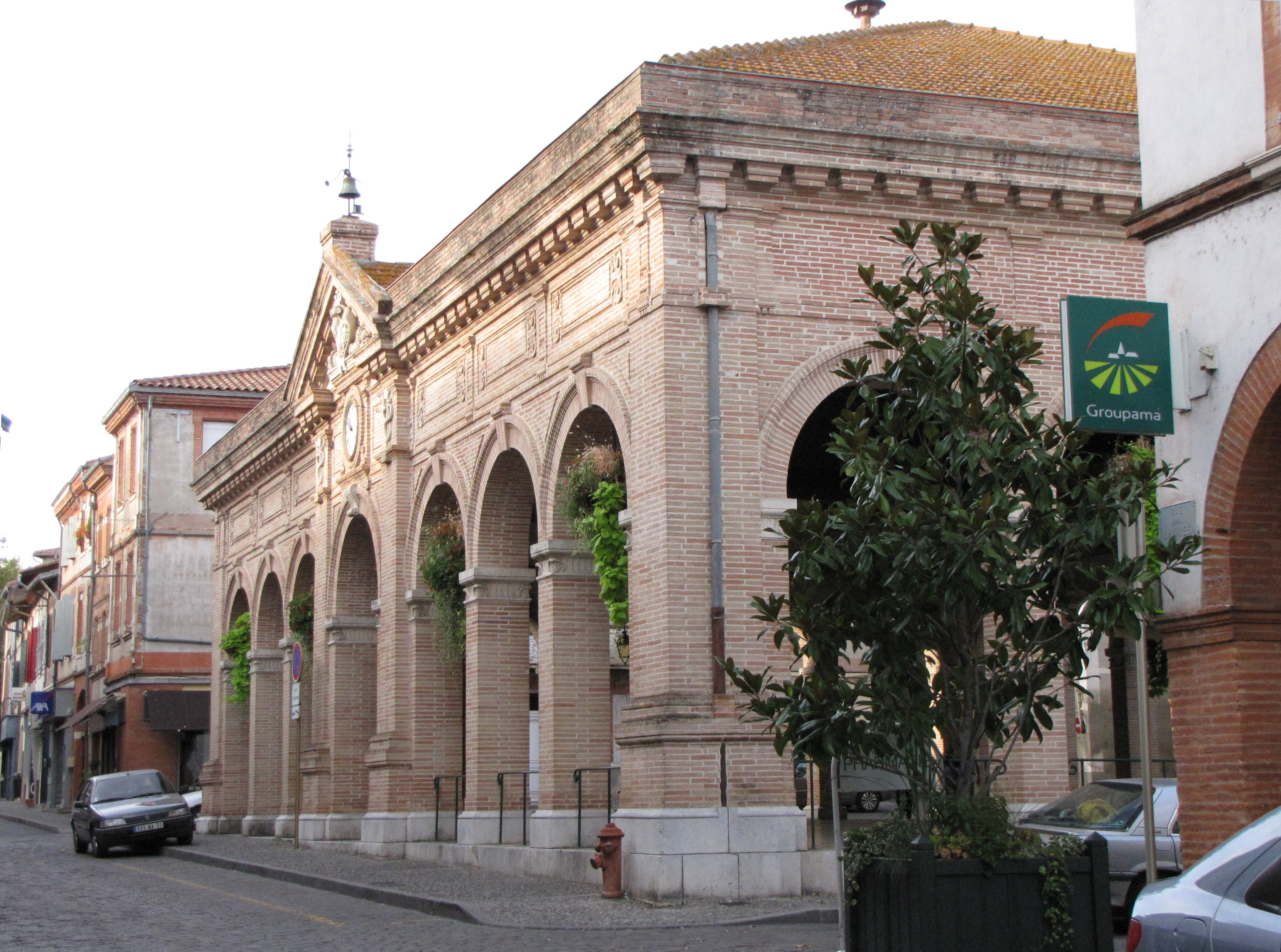
Une des halles.
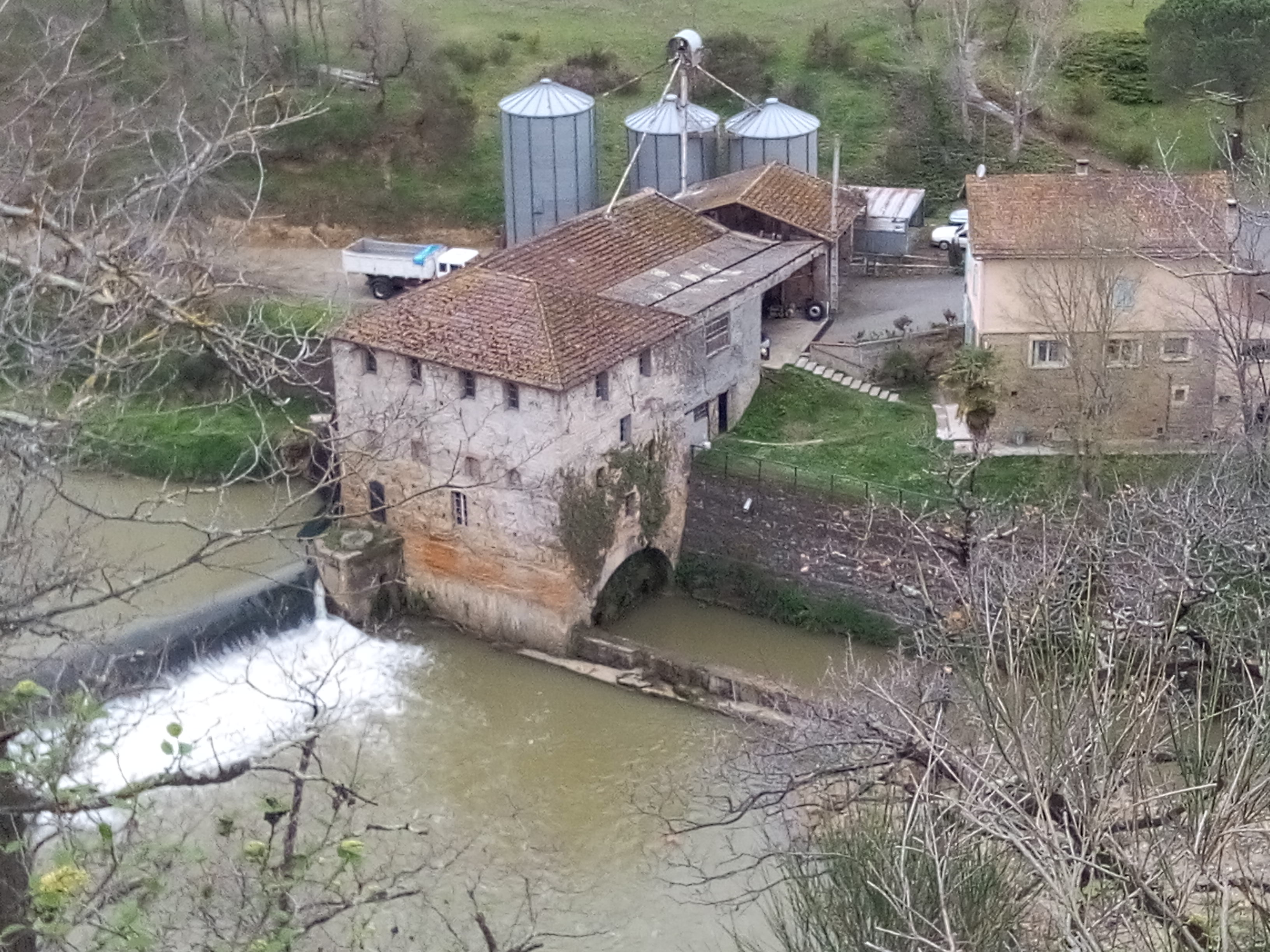
Moulin de Ferrery sur l'Arize..
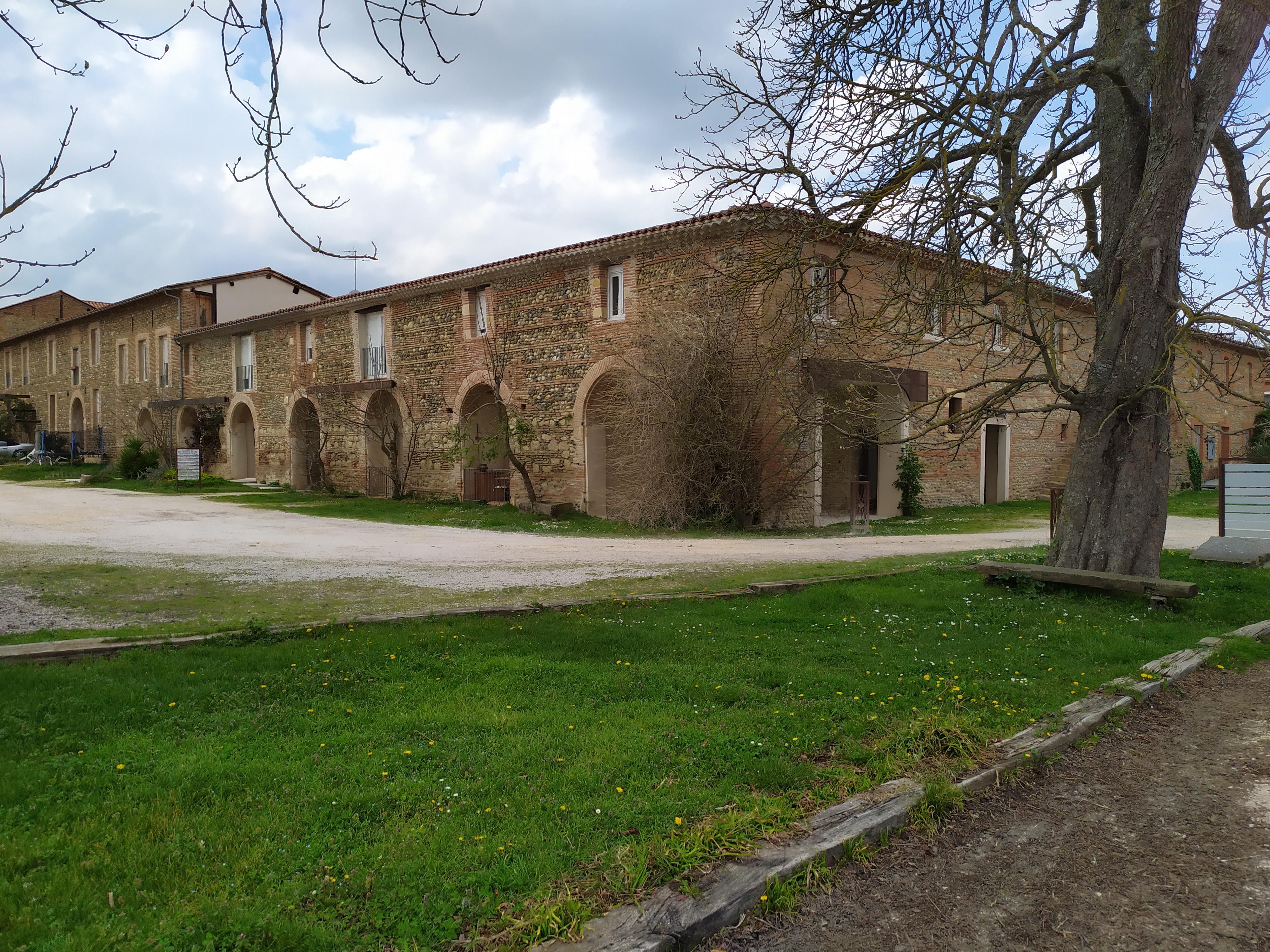
Ancienne écurie du château de la Terrasse.
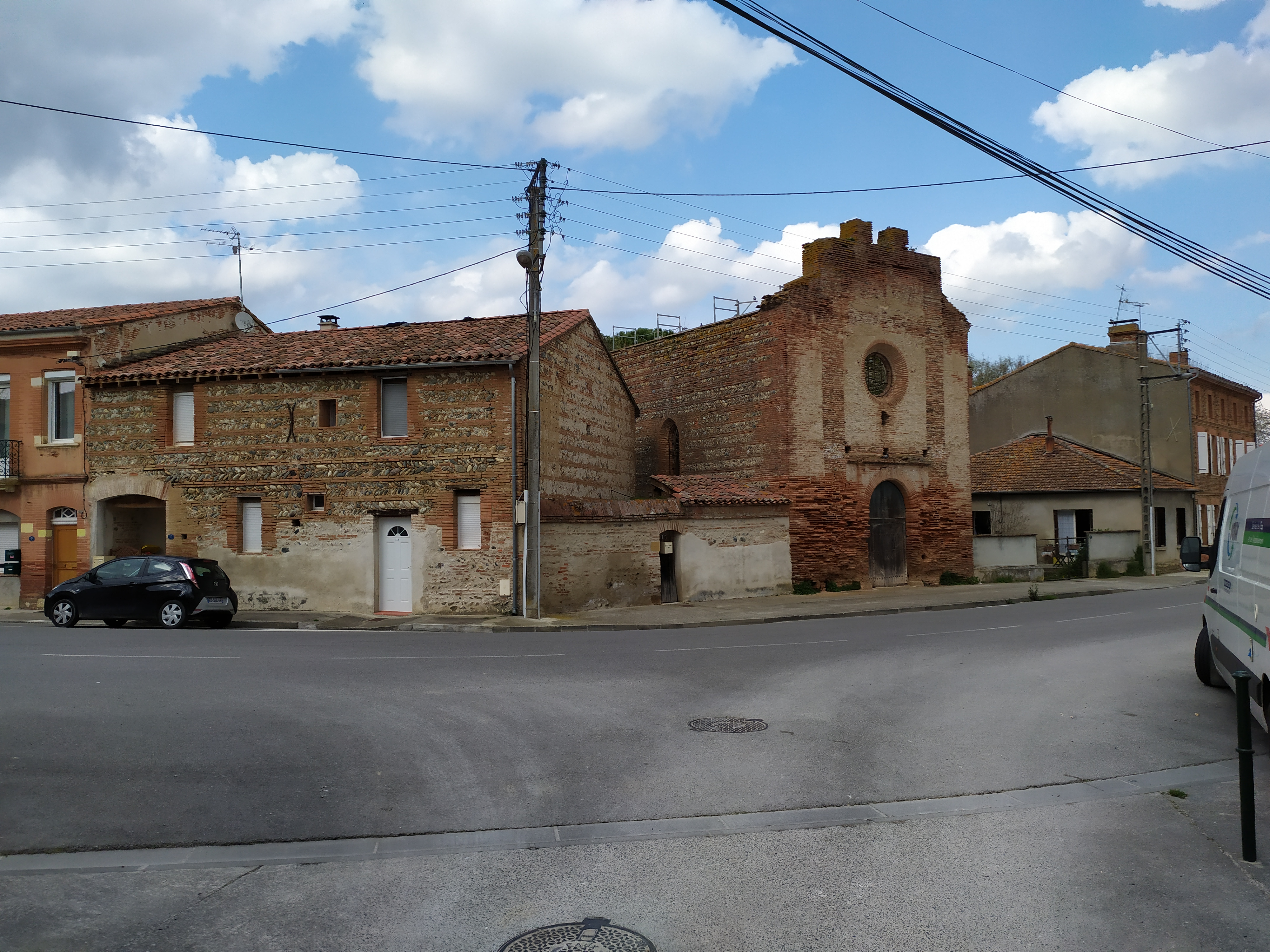
Ancienne chapelle Saint-François-d'Assise du château de la Terrasse.

### Personnalités liées à la commune
- Joseph-Marie de Saget (1725-1782), architecte qui a construit le pont de Carbonne de 1765 à 1780.
- Joseph-Étienne Projean (1752-1818), né à Carbonne, homme de loi, commandant de la garde nationale de Carbonne, district de Rieux.
- Jean-Pierre Marcassus de Puymaurin (1757-1841), chimiste, a rétabli la manufacture de draps du château de la Terrasse, à Carbonne.
- Jean Jacques Laveran (1774-1805), militaire né à Carbonne.
- Léon Olympe Anne Bernard Marie (1849-1900), sculpteur qui a vécu à Carbonne et y est mort.
- André Abbal (1876-1953), sculpteur qui œuvrait à Carbonne où il est mort. Un musée lui est consacré.
- Joseph Dedieu (1878-1960), prêtre, écrivain de manuels scolaires et historiographe, enseignant à Carbonne, auteur de Histoire de Carbonne : Les institutions communales d'une bastide sous l'ancien régime[61],[62],[63].
- Bernard Siadous (1879-1967), maire de Carbonne de 1941 à 1943.
- Pierre Marty (1894-1958), maire de Carbonne de 1944 à 1958, ancien sénateur et conseiller général du canton de Carbonne.
- Eugène Pujol (1899-1986), artiste peintre né à Carbonne.
- Gabriel Pérès (1920-2004), né à Carbonne, professeur de physiologie, directeur de l'Institut de biologie marine Michel-Pacha.
- André Lagarde (né en 1925), auteur occitan qui fut professeur à Carbonne.
- Noël Colombier (1932-2017), chanteur mort le 14 avril 2017 à Carbonne.
- Alem Surre-Garcia (né en 1944), écrivain de langue occitane né à Carbonne.
- Robert Redeker (né en 1954), philosophe, a passé son adolescence à Carbonne, où reposent ses parents.

### Héraldique
| Carbonne | Son blasonnement est : D'azur aux trois fleurs de lys d'or. |

## Vie pratique
- Tournoi international de football pupille le week-end de Pâques depuis 1975.
- Marché fermier tous les jeudis.
- Fête de la Saint-Laurent (1er ou 2e dimanche d'août).

### Culture

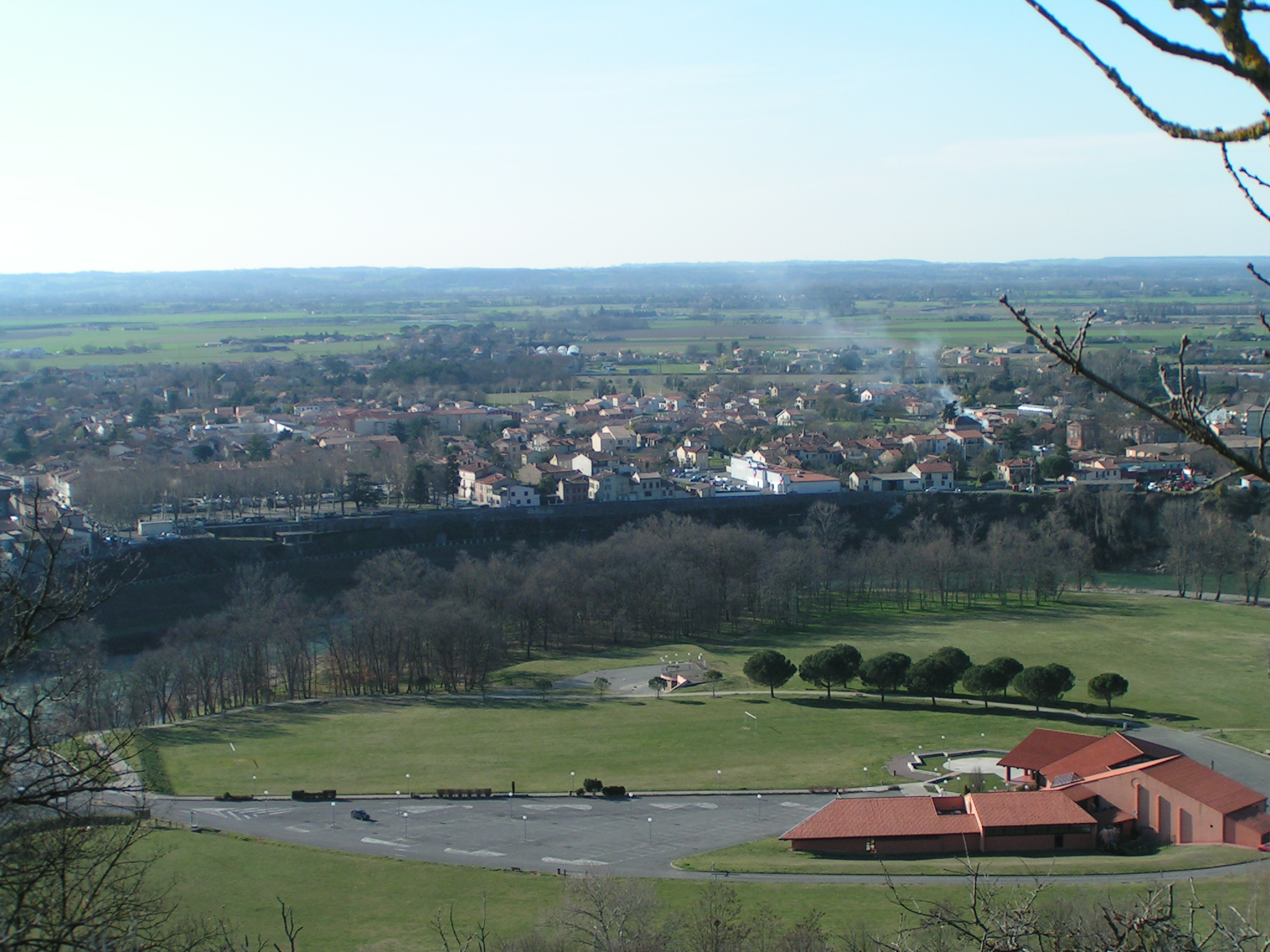
La salle des fêtes en 2006, rive droite de la Garonne.

On peut citer de nombreuses infrastructures pour les loisirs culturels, le musée Abbal, une bibliothèque municipale, une école de musique, une salle des fêtes, centre socio-culturel, une maison des jeunes, une salle de cinéma situés au bois de Castre très utiles aux multiples manifestations de la commune, dont une troupe théâtrale, maison de la jeunesse et de la culture.

#### Associations
69 associations y existent à la fin de 2006 avec d'autres infrastructures qui abritent les associations (Emmaüs, Croix-Rouge, Restos du cœur, etc.).

### Médias
Loubatières maison d’édition qui a son Siège social sur la commune.

#### Presse locale
- La Dépêche[65].
- Le Petit-Journal[66].
- Info 107, magazine municipal d'information[67].

#### Radio locale
- Radio Galaxie[68].

### Service public
Carbonne possède un service départemental d'incendie et de secours, une gendarmerie, une poste, un centre des impôts (trésorerie du Volvestre), un centre de la DIR Sud-Ouest affecté à l'autoroute A64, un pôle territorial de la DDT, un service de police municipale, un office de tourisme, et abrite aussi le siège de la communauté de communes du Volvestre.

### Santé
La commune possède un centre communal d'action sociale, une maison de retraite, un centre médico-psychologique pour adultes, un hôpital de jour, un centre de dialyse et service de néphrologie, un laboratoire d'analyse médicale, un service d'ambulances, des infirmiers, des sages-femmes, des médecins généralistes, deux maisons de santé pluriprofessionnelles, des professionnels de la rééducation, de l'appareillage, des pédicures-podologues, des dentistes, ainsi que deux pharmacies. En 2010 est décidée une réhabilitation de l'ancienne école du Lançon en unité mobile d'hospitalisation à domicile (HAD) de la clinique Pasteur de Toulouse. La commune dispose aussi de vétérinaires et d'une clinique vétérinaire.

### Enseignement
Carbonne fait partie de l'académie de Toulouse.
L'éducation est assurée sur la commune de Carbonne depuis la crèche « Mousseline et Caramel » jusqu'au collège André-Abbal, en passant par les écoles maternelles et élémentaires (Groupes scolaires Henri-Chanfreau et Guy-Hellé (ouverts en janvier 2015)). Le tout est complémenté par la bibliothèque municipale et un centre aéré.

### Écologie et recyclage
La collecte et le traitement des déchets des ménages et des déchets assimilés ainsi que la protection et la mise en valeur de l'environnement se font dans le cadre de la communauté de communes du Volvestre.
Sur la commune, il existe une déchèterie située en limite de la commune de Peyssies.

### Activités sportives
- Piscine municipale d'été.
- Des clubs de football dont les catégories de joueurs sont représentés depuis les débutants jusqu'aux vétérans regroupés au sein de la « JSC », club créé en 1936.
- Le club de rugby à XV « Rugby Carbonne Longages XV » dans le championnat Midi-Pyrénées Promotion Honneur. Palmarès champion de France Promotion d’Honneur de rugby à XV en 1995, champion de France 1re série de rugby à XV en 2007.
- Judo et arts martiaux.
- Salle polyvalente pour la pratique des sports en salle partagée par les clubs de basket-ball et de handball, ainsi que le CES.
- Terrains de tennis couverts et extérieurs utiles au club de tennis.
- Boulodrome couvert du Claous pour la pratique des jeux de boules et pour le club de pétanque (Avenir Pétanque Club Carbonnais et La Boule Carbonnaise).
- Skatepark au bois de Castre pour la pratique de skateboard, patin à roulettes en ligne et BMX.
- Téléski nautique sur un lac d'une ancienne gravière en limite avec la commune de Peyssies.
- Boxe française.
- Randonnées pédestres (sentier de grande randonnée 861 ou Via Garona...).
- Parcours cyclable de la Garonne cyclotourisme, cyclisme et piste cyclable pour cyclisme urbain, lieu de passage de la 9e étape du Tour de France 2008.

## Pour approfondir